# Telestula kuekenthali
Telestula kuekenthali is een zachte koraalsoort uit de familie Clavulariidae. De koraalsoort komt uit het geslacht Telestula. Telestula kuekenthali werd in 1990 voor het eerst wetenschappelijk beschreven door Weinberg. 